# Photinia glomerata
Photinia glomerata är en rosväxtart som beskrevs av Alfred Rehder och E.H. Wilson. Photinia glomerata ingår i släktet Photinia och familjen rosväxter. Inga underarter finns listade i Catalogue of Life.